# Mr. and Mrs. Khiladi
Mr. and Mrs. Khiladi è un film del 1997 diretto da David Dhawan.